# Neoclypeodytes curtulus
Neoclypeodytes curtulus is een keversoort uit de familie waterroofkevers (Dytiscidae). De wetenschappelijke naam van de soort is voor het eerst geldig gepubliceerd in 1887 door Sharp.